# VWC2L
VWC2L (англ. Von Willebrand factor C domain containing protein 2 like) – білок, який кодується однойменним геном, розташованим у людей на 2-й хромосомі. Довжина поліпептидного ланцюга білка становить 222 амінокислот, а молекулярна маса — 24 570.
| 10         |  | 20         |  | 30         |  | 40         |  | 50         |
| ---------- |  | ---------- |  | ---------- |  | ---------- |  | ---------- |
| MALHIHEACI |  | LLLVIPGLVT |  | SAAISHEDYP |  | ADEGDQISSN |  | DNLIFDDYRG |
| KGCVDDSGFV |  | YKLGERFFPG |  | HSNCPCVCAL |  | DGPVCDQPEC |  | PKIHPKCTKV |
| EHNGCCPECK |  | EVKNFCEYHG |  | KNYKILEEFK |  | PSPCEWCRCE |  | PSNEVHCVVA |
| DCAVPECVNP |  | VYEPEQCCPV |  | CKNGPNCFAG |  | TTIIPAGIEV |  | KVDECNICHC |
| HNGDWWKPAQ |  | CSKRECQGKQ |  | TV         |  |            |  |            |

A: Аланін

C: Цистеїн

D: Аспарагінова кислота

E: Глутамінова кислота

F: Фенілаланін

G: Гліцин

H: Гістидин

I: Ізолейцин

K: Лізин

L: Лейцин

M: Метіонін

N: Аспарагін

P: Пролін

Q: Глутамін

R: Аргінін

S: Серин

T: Треонін

V: Валін

W: Триптофан

Кодований геном білок за функцією належить до білків розвитку. 
Задіяний у такому біологічному процесі, як альтернативний сплайсинг. 
Локалізований у клітинних контактах, синапсах.
Також секретований назовні.